# Diócesis de Digos
La diócesis de Digos (en latín: Dioecesis Digosensis, en inglés: Roman Catholic Diocese of Digos y en cebuano: Diyosesis sa Digos) es una circunscripción eclesiástica de la Iglesia católica en Filipinas. Se trata de una diócesis latina, sufragánea de la arquidiócesis de Dávao. Desde el 11 de febrero de 2003 su obispo es Guillermo Dela Vega Afable.

## Territorio y organización
La diócesis tiene 4327 km² y extiende su jurisdicción sobre los fieles católicos de rito latino residentes en la provincia de Dávao del Sur en la región de Dávao en la isla de Mindanao.
La sede de la diócesis se encuentra en la ciudad de Digos, en donde se halla la Catedral de María Madre y Medianera de la Gracia.
En 2021 en la diócesis existían 21 parroquias.

## Historia
La diócesis fue erigida el 5 de noviembre de 1979 con la bula Sacer praesul Ecclesiae del papa Juan Pablo II, obteniendo el territorio de la arquidiócesis de Dávao.

## Estadísticas
Según el Anuario Pontificio 2022 la diócesis tenía a finales de 2021 un total de 819 830 fieles bautizados.
| Año                                                                             | Población            | Población | Población      | Sacerdotes | Sacerdotes    | Sacerdotes    | Bautizados por sacerdote | Diáconos permanentes | Religiosos | Religiosos | Parroquias |
| Año                                                                             | Bautizados católicos | Total     | % de católicos | Total      | Clero secular | Clero regular | Bautizados por sacerdote | Diáconos permanentes | Varones    | Mujeres    | Parroquias |
| ------------------------------------------------------------------------------- | -------------------- | --------- | -------------- | ---------- | ------------- | ------------- | ------------------------ | -------------------- | ---------- | ---------- | ---------- |
| 1980                                                                            | 380 000              | 451 585   | 84.1           | 24         | 4             | 20            | 15 833                   |                      | 31         | 37         | 13         |
| 1990                                                                            | 549 375              | 699 286   | 78.6           | 31         | 17            | 14            | 17 721                   |                      | 27         | 45         | 15         |
| 1999                                                                            | 560 576              | 700 720   | 80.0           | 49         | 35            | 14            | 11 440                   |                      | 34         | 74         | 18         |
| 2000                                                                            | 567 576              | 709 045   | 80.0           | 52         | 37            | 15            | 10 914                   |                      | 29         | 85         | 19         |
| 2001                                                                            | 606 780              | 758 475   | 80.0           | 45         | 32            | 13            | 13 484                   |                      | 40         | 87         | 20         |
| 2003                                                                            | 684 447              | 855 559   | 80.0           | 54         | 35            | 19            | 12 674                   |                      | 49         | 93         | 20         |
| 2004                                                                            | 641 968              | 802 460   | 80.0           | 52         | 42            | 10            | 12 345                   |                      | 37         | 90         | 26         |
| 2006                                                                            | 657 000              | 774 000   | 84.9           | 40         | 27            | 13            | 16 425                   |                      | 32         | 94         | 20         |
| 2013                                                                            | 752 000              | 884 000   | 85.1           | 59         | 41            | 18            | 12 745                   |                      | 38         | 104        | 20         |
| 2016                                                                            | 826 763              | 1 209 475 | 68.4           | 57         | 35            | 22            | 14 504                   |                      | 44         | 98         | 20         |
| 2019                                                                            | 867 500              | 1 269 000 | 68.4           | 61         | 34            | 27            | 14 221                   |                      | 49         | 92         | 22         |
| 2021                                                                            | 819 830              | 1 199 770 | 68.3           | 66         | 36            | 30            | 12 421                   |                      | 44         | 94         | 21         |
| Fuente: Catholic-Hierarchy, que a su vez toma los datos del Anuario Pontificio. |                      |           |                |            |               |               |                          |                      |            |            |            |

## Episcopologio
- Generoso Cambronero Camiña, P.M.E. † (20 de diciembre de 1979-11 de febrero de 2003 renunció)
- Guillermo Dela Vega Afable, por sucesión desde el 11 de febrero de 2003